# 第七潜水艇
|          |                                                             |
| 艦歴     |                                                             |
| 計画     | 明治37年度臨時軍事費                                        |
| 起工     | 1904年11月26日                                              |
| 進水     | 1905年9月28日                                               |
| 就役     | 1906年4月5日                                                |
| 除籍     | 1920年12月1日                                               |
| 性能諸元 |                                                             |
| 排水量   | 常備：76トン 水中：95トン                                   |
| 全長     | 26.47m                                                      |
| 全幅     | 2.48m                                                       |
| 吃水     | 2.27m                                                       |
| 機関     | スタンダード・ガソリン機関1基1軸 水上：250馬力 水中：32馬力 |
| 速力     | 水上：8.5kt 水中：4.0kt                                     |
| 航続距離 | 水上：8ktで184海里 水中：不明                               |
| 燃料     | ガソリン                                                    |
| 乗員     | 16名                                                        |
| 兵装     | 45cm魚雷発射管 艦首1門 魚雷1本                              |
| 備考     | 安全潜航深度：30.5m                                         |

第七潜水艇（だいななせんすいてい）は、日本海軍の潜水艦。第六型潜水艦（ホランド改型、ホーランド改型）の2番艦。第六潜水艇と船体寸法、排水量等が異なるため第七型と別の型に分類する場合もある。後に第七潜水艦と改名。

## 艦歴
1904年（明治37年）11月26日、川崎造船所で起工。1905年（明治38年）9月28日進水。1906年（明治39年）4月5日竣工。第七潜水艇と命名され、種別、潜水艇、潜水艇に類別。1908年（明治41年）、呉海軍工廠で竣工時にはなかった司令塔の設置工事を行う。1916年（大正5年）8月4日、二等潜水艇。1919年（大正8年）4月1日、第七潜水艦に改称し、三等潜水艦に種別、類別を変更。1920年（大正9年）12月1日に除籍。呉で解体された。

## 歴代艦長
※艦長等は『日本海軍史』第9巻・第10巻の「将官履歴」に基づく。
艇長
- 宮治民三郎 大尉：1906年4月4日 - 1907年9月28日